# Apexita
L'apexita és un mineral de la classe dels fosfats. Rep el seu nom de la localitat on va ser descoberta.

## Característiques
L'apexita és un fosfat de fórmula química NaMg(PO₄)·(H₂O)₈.₅·0.5H₂O. Cristal·litza en el sistema triclínic. La seva duresa a l'escala de Mohs és 2. És un mineral estructuralment relacionat amb la hazenita. Va ser aprovada per l'Associació Mineralògica Internacional l'any 2015.

## Formació i jaciments
És un mineral secundari que es forma a baixa temperatura en matriu de quars massiu. Sol trobar-se associada a altres minerals com: quars, andersonita, calcita, čejkaïta, gaylussita o goethita. Només se n'ha trobat a la mina Apex, al districte Reese River, al comtat de Lander (Nevada, Estats Units).